# Verde Doncella (Tjio Hin)
Verde Doncella (Tjio Hin) es el nombre de una variedad cultivar de manzano (Malus domestica). Esta manzana está cultivada en la colección de la Estación Experimental Aula Dei (Zaragoza) con n.º de accesión "2125". Es originaria de la Comunidad autónoma de Aragón, Estación Experimental Aula Dei (EEAD), donde el genetista Tjio Hin trabajó desde 1948 hasta 1959. Actualmente conserva interés comercial en los valles del Jalón y Jiloca (provincias de Zaragoza y Teruel).

## Sinónimos
- "Verde Doncella 2125",[5]
- "Ver de Doncella".[8]

## Historia
'Verde Doncella (Tjio Hin)' fue conseguida por programa de mejora de caracteres de frutales, a partir de la variedad de manzana Verdedoncella 310 en la Estación Experimental Aula Dei (EEAD), gracias a los esfuerzos entre otros del genetista Tjio Hin donde trabajó desde 1948 hasta 1959. Su llegada a España se produjo gracias a Enrique Sánchez-Monge, un joven ingeniero de Zaragoza con quien coincidió durante una estancia en Svalöv (Suecia). Sánchez-Monge, impresionado por el trabajo de Tjio, propuso a su director en la EEAD, Ramón Esteruelas, que lo contratase.
'Verde Doncella (Tjio Hin)' es una variedad que conserva gran interés comercial, con abundante producción en la provincia de Zaragoza en el valle del río Jalón y en la provincia de Teruel en el valle del río Jiloca donde alcanza una elevada calidad.

## Características
El manzano de la variedad 'Verde Doncella (Tjio Hin)' tiene un vigor alto; porte desplegado, con hojas pequeñas; tubo del cáliz ancho o mediano, triangular o alargado en forma de cono o de embudo con tubo largo, y con los estambres insertos bajos, pistilo fuerte. Tiene un tiempo de floración precoz que comienza a partir del 28 de abril con el 10% de floración, con floración larga para el 9 de mayo tiene una floración completa (80%), y para el 13 de mayo tiene un 90% de caída de pétalos.
La variedad de manzana 'Verde Doncella (Tjio Hin)' tiene un fruto de tamaño grande a muy grande; forma amplia, generalmente más ancha que alta, con contorno irregular, oblongo o elíptico, casi siempre rebajado de un lado; piel lisa, levemente untuosa, acharolada; con color de fondo blanco-amarillo o blanco cera, sobre color bajo, siendo el color del sobre color rojo lavado, siendo su reparto en chapa, ausencia de chapa o sonrosado más o menos vivo en el lado de la insolación, con un punteado espaciado, ruginoso o blanco que se hace vistoso sobre la chapa coloreada, y con una sensibilidad al "russeting" (pardeamiento áspero superficial que presentan algunas variedades) ausente; pedúnculo corto, medio, leñoso, con o sin brácteas en la parte superior, anchura de la cavidad peduncular ancha, profundidad cavidad pedúncular marcadamente profunda, con fondo verde o entremezclado con canela, bordes irregulares, a veces de tangente inclinada, con frecuencia aparecen unas depresiones desde el fondo, y con una importancia del "russeting" en cavidad peduncular ausente; anchura de la cavidad calicina amplia o mediana, profundidad de la cavidad calicina profunda y en forma de cubeta, bordes lisos, importancia del "russeting" en cavidad calicina ausente; ojo pequeño, cerrado o entreabierto; sépalos cortos y triangulares, con las puntas vueltas hacia fuera.
Carne de color blanco crema con tintes verdosos; textura crujiente, acidez muy baja; sabor dulce, perfumada, excelente; corazón pequeño, bulbiforme, levemente marcado por las líneas del corazón; eje abierto o solamente agrietado; celdas pequeñas; semillas pequeñas.
La manzana 'Verde Doncella (Tjio Hin)' tiene una época de maduración y recolección tardía, su recolección comercial se lleva a cabo a mediados de octubre, en Zaragoza. Se usa como manzana de mesa fresca de mesa. Aguanta conservación en frío hasta cuatro meses.
De entrada en producción rápida, es muy productiva, con acusada tendencia a la vecería (Contrañada), por lo que es necesario un cuidadoso aclareo.